# مفهوم معماری در زیبایی‌شناسی
زیبایی در جنبه‌های اجتماعی-روانی تأثیر به سزایی بر دریافت‌های بشر می‌گذارد و نیز تعیین می‌کنند که کدام شی زیبا تلقی شود. تئوری آگاهی در پی آن بود که از راه ریاضیات اثبات کند، دارد.
جالب توجه بودن یک پیام، به اطلاعات معناشناسی و لذت بردن و پسندیدن  آن و به عبارت دیگر زیبایی یک پیام به اطلاعات زیبایی‌شناسی مربوط می‌شود.
در نتیجه زمانی یک پیام برای ما زیبا خواهد بود که دارای افزونه بسیار بالایی بوده و میزان ابداع و نوآوری، یعنی درصد اطلاعات زیبایی‌شناسی اش، بیش از حداکثر ظرفیت، یعنی ۱۶ بیت در ثانیه باشد.
به این ترتیب گیرنده مجبور به ساختن ابر نشانه شده و دریافت‌های خود را در سطح بالاتری قرار می‌دهد. میزان ابداع و نوآوری در هر یک از سطوح، باید از ظرفیت دریافتی بیشتر باشد. برخی از زیباشناسی زمانی جلب می‌شود که بتوان از یک ترکیب نامنظم و بی قاعده، به ارتباطات قاعده آن پی برد. دریافت‌ها به بالاترین سطح منتقل شده و گیرنده بر اثر ذهنیات و ساختار فرهنگی اش می‌تواند سایر سوپر نشانه‌ها را بسازد. این مکانیسم توضیحی بر آن است که چرا ما همیشه در یک تصویر چیزی نو کشف می‌کنیم، چرا عکس العمل‌ها در مقابل یک موضوع قابل تغییر است و چرا اشخاص مختلف، ارزیابی‌های یک موضوع قابل تغییر است و چرا اشخاص مختلف، ارزیابی‌های مختلفی از معیارشناسی یک شی دارند. در ارزشیابی، زیباشناسی، عواملی چون تجربه، دانش و عوامل اجتماعی-روانی نقش به سزایی ایفا می‌کند.
هر چند بیننده با مد و سبک  موضاعاتی که مشاهده می‌کند. بیشتر ماٌنوس شود راحت‌تر به ساخت سوپر نشانه‌ها می‌پردازد. حس زیبایی و ابداع و نوآوری به یکدیگر وابسته‌اند و همین وابستگی باعث می‌شود که پس از نخستین برداشت عمیق از ابداع و نوآوری کاسته شده می‌تواند منجر به کنار گذاشته شدن تأثیر زیبایی‌شناسی آن شود.
از طرف دیگر، یک تجربه تکرار نشدنی می‌تواند به یک فرآیندی که به فهم بهتر و در نتیجه کسب یک تجربه زیباناسی می‌انجامد.

## زیبایی شناسی در معماری
یک نقاش می‌تواند تابلو اش را در آتلیه خانه‌اش نقاشی کند. آزادی عمل او محدود به اندازهٔ بوم نقاشی است. سرانجام این تابلو هم مثل سایر کالاها به معرض فروش گذاشته شده و کسی که آن را پسندیده و با قیمتش هم به توافق رسیده، تابلو را می‌خرد.
اما در معماری اینگونه نیست:عوامل مختلفی چون کاربرد بنا، ساختار،استاتیک (ایستا شناسی)، مسائل اقتصادی  و قوانین ساخت بنا باعث ایجاد محدودیت در آزادی عمل هنرمند می‌شود. برخلاف هنر نقاشی، در معماری مقولهٔ زیبایی‌شناسی نقش به سزایی ایفا می‌کند.
تمامی عوامل مؤثر باید به نسبت به یکدیگر سنجیده شده تا نتیجه کار مصالحه‌ای از کل آن باشد یا به قول رومالدو جیور گلاس «در واقع قرابت زیبایی شناسی، هم چون قرابت اخلاقی و اجتماعی اغلب منجر به یک هماهنگی دقیق می‌گردد" هنر معماری در اتاقی ساکت وآرام آفریده نمی‌شود، بلکه به سفارش یک کارفرمای ساختمان، زیر نظر متخصصین و با رعایت قوانین حقوقی و فیزیکی تجلی می‌یابد. از این رو امروزه به خاطر وجود محدودیت‌های فراوان، امکان ساخت یک بنای "خوب» به دشواری میسر شده و افزایش نارضایتی‌ها را به دنبال خواهد داشت.
ولی مطمئنا می‌توانیم پیر لوئیجی نروی (Pier Luigi Nervi) را در این باره مورد تائید قرار دهیم که با وجود تمامی اجبارات باز هم آنقدر آزادی عمل باقی می‌ماند که نقطه نظرات شخصی و روحی خالق بنا در آن متجلی گردد. علی‌رغم تمامی اجبارات تکنیکی، اثر یک هنرمند می‌تواند به یک اثر  هنری واقعی و ناب تبدیل شود.
ولی پیداست که هدف هر معمار «خوب" یک اثر معماری "خوب» است. منظور از واژه خوب از یک طرف رعایت تمامی قوانین فیزیکی بنا، عوامل اقتصادی و کاربردی و غیره و از طرف دیگر تشکیل یک ساختار زیبا و رضایت بخش می‌باشد.

## آزادی عمل در معماری
آزادی عمل معمار محدود است:وظیفه ساختار بندی زیبایی بناها نیز به او محول شده‌است و به این ترتیب، هدف او خلق یک اثر معماری زیباست. یعنی یک اثر خوب که دارای خصوصیات زیبایی‌شناسی فراوان است.
واژهٔ "زیبایی شناسی" (استتیک) ریشهٔ یونانی داشته و به معنای دریافت است. هدف زیبایی‌شناسی این است که چگونگی محیط اطراف و جایگاه شخص در مجیط اطراف را به معنای واقعی درک کند. در قرن هجدهم هر چه بیشتر به مفهوم «زیبایی» پرداخته شد. زیبایی در ارتباط با دریافت‌ها بود و در این فرایند مشاهده گر مورد توجه قرار می‌گرفت.الکساندر گوتلیب با مگارتنر  مفهوم زیبایی‌شناسی را هم ردیف «اخلاق و منطق» به میان آورد. همان نقشی را که غقل در علم اخلاق دارد. ذوق و سلیقه در علم زیبایی‌شناسی ایفا می‌کند. ذوق، احساس و قریحه به تازگی وارد آموزه‌های زیبایی‌شناسی شده‌اند. به این ترتیب در قرن بیستم، زیبایی‌شناسی به علم و فلسفه تمام طرح‌ها و شکل‌های زیبا تبدیل شد.

## طبقه‌بندی زیباشناسی از نظر اسمیت
اسمیت سطوح مختلف زیبایی‌شناسی را به سه بخش تقسیم کرد:"روند زیبایی‌شناسی دارای ساختار خاصی است که مشابه نیروی اقیانوس‌ها می‌باشد. روی سطح آب موج‌هایی با فرکانس بالا و دامنه کوتاه وجود دارند که بر روی موج‌های طولانی تر و عمیق‌تر سوار شده‌اند. در قسمت  پائین این جنبش‌های سطحی، توده عظیم و عمیق آب در جریان است که به ندرت تحت تأثیر تکانه‌های آب قرار می‌گیرند.
این تغییرات یکی پس از دیگری در فاصله‌های زمانی کوتاه ایجاد شده و باعث ایجاد تغییر در سلیقه و ذائقه هم می گرددوقدر مسلم این است که طی مدت زمان طولانی، مهندسین هیچ سر و کاری با هنر نداشتند و در نتیجه آثار آن‌ها جوابگوی ذوق و سلیقه آن نبوده و تنها به جنبهٔ کاربردی آن کار داشتند.